# Персей, Эдвард
Эдвард Персей (швед. Edvard Perseus, при рождении Эдвард Перссон, швед. Edvard Persson, 23 декабря 1841, Лунд, Скания, Швеция — 7 октября 1890, Стокгольм, Швеция) — шведский художник, специализировавшийся на исторических и бытовых сценах.

## Биография
Эдвард Перссон родился в семье рабочих в Лунде и первоначально занимался коммерческой живописью. Первые уроки Эдвард брал у местного художника Магнуса Кёрнера, во время обучения у которого он решил стать профессиональным художником и взял себе имя Персей. В 1861 году Эдвард смог переехать в Стокгольм и поступить в Королевскую академию свободных искусств, где учился вместе с Йоханом Боклундом. Позже в 1867 году Персей переехал в Дюссельдорф, затем отправился в Мюнхен, где работал в мастерской Карла фон Пилоти. Там же, в 1873 году, он женился на Агнес Классон.
Стипендия позволила ему закончить учёбу в Италии и Франции. В 1875 году Эдвард вернулся в Стокгольм и открыл частную школу живописи, которая была очень успешной. Говорили, что его стиль преподавания был неформальным; обычно он приходил на занятия в тапочках и с сигарой во рту. Персей был также довольно разговорчив и часто показывал своим ученикам предметы из своих коллекций старинных книг и гравюр. Кроме того, он старался заинтересовать их живописью на свои любимые исторические сюжеты. Для учеников Эдвард являлся старшим товарищем и другом. Его свободное от всякого педантизма обучение создавало отличный фундамент для развития художественных талантов.
С 1879 по 1889 год Эдвард Персей получал гонорар художника от обучения своих учеников в Королевской академии. Он никогда не подписывался на какие-либо реформы или протесты по поводу существующих методов или стилей преподавания. Ключом к его успеху было простое поощрение, полагая, что «если ученик будет честным и прилежным и если он будет „живым“, то он сможет научиться рисовать».
Среди его учеников были: Ричард Берг, Оскар Бьёрк, Нильс Крюгер, Эжен Янсон, Карл фон Зальца, Юхан Акке, Роберт Тегерстрём, Юхан Тирен, Юхан Крутен, Аксель Юнгстедт и Карл Нордстрём, Ивар Нюберг, Карл Аспелин, Эрик Сааф, Эдвард Розенберг, Йохан Чиндборг, Юстус Лундегорд, Аншельм Шульцберг. Большинство из них впоследствии окончили Королевскую академию.
В 1882 году Эдвард Персей был назначен главным куратором и отвечал за коллекцию произведений искусства короля Оскара. Его работы можно увидеть в Национальном музее Швеции, Гётеборгском художественном музее и Вальдемарсудде. Он похоронен на Северном кладбище в Стокгольме.